# アレクサンドル・ボチャロフ
アレクサンドル・ヴィクトロヴィチ・ボチャロフ（ロシア語: Александр Викторович Бочаров, ラテン文字転写: Alexandre Viktorovich Botcharov、1975年2月26日- ）は、ロシア、イルクーツク出身の自転車競技（ロードレース）選手。

## 経歴
2000年にAG2R・プレヴォワイアンスと契約を結んでプロ転向。タイプはクライマー。過去にグランツールでは、参加した全てのレースで完走を果たしている。
2004年から2008年までクレディ・アグリコルに在籍した後、2009年、チーム・カチューシャに移籍。

### ツール・ド・フランス
- 2001 : 17位
- 2002 : 30位
- 2003 : 24位
- 2004 : 36位
- 2006 : 49位
- 2007 : 33位
- 2008 : 18位
- 2009 : 18位

### ジロ・デ・イタリア
- 2006 : 27位

### ブエルタ・ア・エスパーニャ
- 2005 : 20位